# Rudnik (Mińsk)
Pour les articles homonymes, voir Rudnik.
Rudnik (prononciation : [ˈrudnik]) est un village polonais de la gmina de Cegłów dans le powiat de Mińsk de la voïvodie de Mazovie dans le centre-est de la Pologne.
Il se situe à environ 4 kilomètres au nord-est de Cegłów (siège de la gmina), 14 kilomètres à l'est de Mińsk Mazowiecki (siège du powiat) et à 53 kilomètres à l'est de Varsovie (capitale de la Pologne).

## Histoire
De 1975 à 1998, le village appartenait administrativement à la voïvodie de Siedlce.